# Giro del Veneto 1991
Il Giro del Veneto 1991, sessantaquattresima edizione della corsa, si svolse il 31 agosto 1991 su un percorso di 207 km. La vittoria fu appannaggio dell'italiano Roberto Pagnin, che completò il percorso in 5h11'00", precedendo i connazionali Fabrizio Bontempi e Silvio Martinello.

## Ordine d'arrivo (Top 10)
| Pos. | Corridore           | Squadra                      | Tempo    |
| ---- | ------------------- | ---------------------------- | -------- |
| 1    | Roberto Pagnin      | Festina-Lotus                | 5h11'00" |
| 2    | Fabrizio Bontempi   | Colnago-Lampre               | s.t.     |
| 3    | Silvio Martinello   | Gis Gelati-Ballan            | s.t.     |
| 4    | Giovanni Fidanza    | Gatorade-Château d'Ax        | s.t.     |
| 5    | Gianvito Martinelli | Colnago-Lampre               | s.t.     |
| 6    | Fabio Baldato       | Del Tongo-MG Boys Maglificio | s.t.     |
| 7    | Giovanni Strazzer   | Jolly Componibili-Club 88    | s.t.     |
| 8    | Pierino Gavazzi     | Amore & Vita-Fanini          | s.t.     |
| 9    | Jan Schur           | Gatorade-Château d'Ax        | s.t.     |
| 10   | William Dazzani     | Italbonifica-Navigare        | s.t.     |